# Poa cabreriana
Poa cabreriana är en gräsart som beskrevs av Ana Maria Anton och Ariza. Poa cabreriana ingår i släktet gröen, och familjen gräs. Inga underarter finns listade i Catalogue of Life.